# Архнадзор
Архнадзо́р — общественное движение, добровольное объединение граждан, желающих способствовать сохранению исторических памятников, ландшафтов и видов Москвы. Движение образовано 7 февраля 2009 года.

## Общие сведения
Движение создано представителями общественных организаций и проектов, действующих в сфере охраны культурно-исторических памятников: Московское общество охраны архитектурного наследия (MAPS), «Москва, которой нет», «Архнадзор», «Против лома», «Соварх», Архи.ру. Первое рабочее совещание участников движения прошло в здании усадьбы Лорис-Меликова (Всероссийского фонда культуры) в Милютинском переулке.
За первый год существования движение заявило о себе в связи со многими проблемными объектами культурного наследия, такими, как усадьба Глебовых-Стрешневых-Шаховских на Большой Никитской, Московский газовый завод, храм Воскресения в Кадашах, дом-школа Матвея Казакова на углу Большого и Малого Златоустинских переулков, «Дача Муромцева» в Царицыно (связана с именами Ивана Бунина и Венедикта Ерофеева), Печатный двор, Дом синодальных композиторов в Среднем Кисловском переулке и другими.

### Цели и принципы движения
Целью движения является объединение усилий людей и организаций, направленных на сохранение и изучение культурного наследия Москвы.
Участники движения не получают никакого вознаграждения за свою работу в нём. «Архнадзор» не является политической организацией. Деятельность движения не может быть использована для политической пропаганды, проведения политических акций и мероприятий, а также каких бы то ни было проявлений экстремизма . Официально поддержанными Общественным движением «Архнадзор» считаются только те мероприятия и акции, информация о которых размещена на сайте движения. В остальных случаях «Архнадзор» не несет ответственности за содержание акций.

### Девиз
Девизом движения является афоризм Овидия: «Счастлив, кто имеет мужество защищать то, что любит» (лат. Felix, qui quod amat defendere fortiter audet).

### Деятельность «Архнадзора»
- Общественная инспекция и контроль за сохранностью памятников архитектуры
- Расследование и предание гласности фактов вандализма, нарушений законодательства об охране культурного наследия
- Общественные и экспертные дискуссии по проблемным вопросам охраны памятников
- Правовое сопровождение и экспертиза
- Независимая инженерно-техническая экспертиза
- Международные консультации
- Просветительские программы

## Основные направления работы движения
- выявление, фотофиксация и изучение памятников московской старины, содействие их постановке на государственную охрану;
- общественный мониторинг состояния и использования памятников истории и архитектуры Москвы;
- предание гласности фактов нарушения законодательства РФ и Москвы об объектах культурного наследия;
- содействие организации независимых правовых, художественных, технических и иных экспертиз по проблемам, связанным с историческими памятниками Москвы;
- подготовка правовых, организационных и иных предложений, способствующих сохранению исторических памятников, ландшафтов и видов города Москвы.

Работа движения осуществляется в рамках нескольких групп: правовая, исследовательская, арт-группа и видео-группа.
На сайте движения регулярно публикуются факты уничтожения памятников архитектуры Москвы. В 2009 - 2014 годах с периодичностью примерно два раза в месяц проводились заседания Клуба «Архнадзора», а в 2012 - 2013 годах - также и “Школы Архнадзора”, преемницей которых фактически стала «Школа наследия»

## Красная книга Архнадзора
Красная книга Архнадзора — электронный каталог объектов недвижимого культурного наследия Москвы, находящегося под угрозой.
В Красной книге Архнадзора представлены как статусные памятники, так и ожидающие отнесения к реестру, и объекты историко-градостроительной среды, несправедливо лишенные охраны.
Красную книгу Архнадзора сопровождает аудиоверсия на платформе izi.travel, которая доступна также в форме приложения для мобильных устройств.

## Чёрная книга Архнадзора
Черная книга Архнадзора — московские утраты новейшей эпохи (декабрь 2010 — декабрь 2022)

## Акции движения

### 2009 год
- 22 февраля, площадь Никитские Ворота — «Созидая, не разрушай»: пикет в защиту разрушаемой усадьбы Глебовых-Стрешневых-Шаховских (первая публичная акция движения)
- 15 апреля, МАрхИ — студенческий конкурс «Москва послезавтра»
- 18 апреля, улица Бахрушина — выставка-экскурсия «Московские истории»: музей под открытым небом
- 17 мая, Средний Кисловский переулок — акция в защиту дома Синодальных певчих
- 28 мая, Царицыно — открытие временной мемориальной доски Венедикту Ерофееву на даче Муромцевых
- 27 июня, Серпуховская площадь — пикет против разрушения Садовнической набережной[5]
- 16 июля, Рождественский бульвар — Московское шаталище, торжественная презентация КРЦ «Навозный жук»[6]
- 23 июля, Царицыно — вторые Ерофеевские чтения на даче Муромцевых[7]
- 14 августа, Рождественка — акция памяти Людмилы Меликовой[8]
- 19 августа, Преображенская площадь — передвижная выставка в поддержку воссоздания Преображенского храма[9]
- 3 сентября, Храм Воскресения Христова в Кадашах — день открытых дверей[10]
- 20 сентября, Дом на набережной — историческая игра-ориентирование (совместно с организацией «Мемориал»)[11]
- 27 сентября, Страстной бульвар — Шаталище-2, Страстной бульвар и его художники[12]
- 16 октября, Никольская улица — день Первопечатника, экскурсия для прессы по «улице просвещения», большинство памятников которой находятся под угрозой искажения или разрушения[13]
- 23 октября, Царицыно — день рождения Венедикта Ерофеева[14]
- 19 ноября, 2-я Брестская улица — пикет в защиту дома Быкова (архитектор Л. Кекушев)[15]
- 9 декабря, Тургеневская библиотека — открытие клуба «Архнадзора» и выставки «Спасти нельзя потерять»[16]
- 17 декабря, Камергерский переулок — пикет в защиту гостиницы Шевалье[17]
- 21 декабря, Музей архитектуры им. Щусева — открытие выставки «Москва 1993—2009. Бремя перемен»[18]

### 2010 год
- 23 января, Царицыно — литературно-музыкальный фестиваль-марафон «Арт-десант» в защиту дачи Муромцевых в Царицыно[19][20]
- 6 февраля, Чистопрудный бульвар — первый митинг у памятника Грибоедову[21][22]
- 12 — 14 февраля, улица Солянка — организация экспозиции о даче Муромцевых на фестивале «Бу!Фест»[23][24]
- 19 — 23 февраля, Потаповский переулок — пятидневный одиночный пикет и сбор подписей в защиту Палат Гурьевых[25][26]
- 1 марта, Певческий переулок — открытие передвижной выставки «История одного дома: палаты Гурьевых»[27]
- 24 марта, Кривоколенный переулок — «Мой дом летает», арт-акция в клубе «Билингва» (совместно с ЖЖ-сообществом «5-я Радиальная, 3»)[28][29]
- 10 апреля, Кадаши — 3-й день открытых дверей в церкви Воскресения[30]
- 18 апреля, Большой Златоустинский переулок — Международный день охраны культурного наследия, флешмоб у дома Матвея Казакова[31]
- 18 мая, Хитровская площадь — Международный день музеев, флешмоб за воссоздание Хитровской площади[32]
- 24 мая, Кадашёвская слобода — начало бессрочного круглосуточного блокирования стройплощадки делового центра «Пять столиц» (совместно с «Московским Советом», КПРФ, «Справедливой Россией» и другими движениями), организация пикетов, сбор подписей протеста против разрушения Кадашевской слободы
- 3 — 5 июля, Осташево — реставрационный субботник волонтеров «Архнадзора» в усадьбе М.С. Сазонова[33]
- 29 июля, Пятницкая улица — одиночное пикетирование у здания Москомнаследия в связи со сносом усадьбы Алексеевых[34]
- 12 сентября, Шестой Ростовский переулок — арт-акция «Адрес из прошлого»[35]
- 18 сентября, Кадаши — 5-й день открытых дверей в церкви Воскресения[36]
- 23 октября, Московская школа управления «Сколково» — общественный форум «Москва: экономика реинкарнации»[37]
- 6 — 10 декабря, улица Охотный Ряд — одиночный пикет у здания Государственной Думы против принятия поправок Плескачевского в Федеральный закон № 73 «Об объектах культурного наследия народов РФ»
- 11 декабря, Чистопрудный бульвар — второй митинг у памятника Грибоедову против ревизии закона о наследии, в рамках Дня единых действий в защиту культурного наследия России[38]

### 2011 год
- 3 января, Царицыно — годовщина пожара на Даче Муромцева[39]
- 12 января, Центр им. Сахарова — открытие выставки «Археология Охтинского мыса»[40]
- 15 января, Кадаши — Шестой день открытых дверей[41]
- 17 апреля, Милютинский переулок — Московские истории[42]
- 30 апреля, Кадаши — Седьмой день открытых дверей[43]
- 15 мая, Маршрут «А» — трамвайные экскурсии, совместно с «Город и транспорт» и депо им. Апакова[44]
- 5 июня, Кадаши — годовщина кадашевской обороны [45]
- 18 июля, Калашный переулок — ночь памяти об усадьбе Стрешневых-Глебовых[46]
- 4 сентября, Сретенский бульвар — 110 лет дому страхового общества «Россия»[47]
- 1 октября, Пушкинская площадь — митинг «Хватит ломать наш город!»[48]
- 22 октября, Ленинградский вокзал — серия экскурсий по Круговому паровозному депо, находящемуся под угрозой сноса[49]
- 29 октября, Лубянская площадь — акция памяти жертв политических репрессий[50]
- 30 октября, Никитников переулок — акция «Открытый Китай-город»[51]
- 21 декабря, Покровка — открытие пресс-клуба «Архнадзора»[52]
- 22 декабря, 2-я Брестская улица — акция в защиту дома Быкова[53]
- 29 декабря — «АрхАнгелы в городе», фотопроект архитектора Р. Керимова и фотографа М. Королева[54]

### 2012 год
- 12, 13 февраля, Одиночный пикет активистов «Архназдора» против сноса стадиона «Динамо» и разрушения «Детского мира»
- 20 февраля, Чешский культурный центр — заседание «Клуба Архнадзора», посвященное 150-летию архитектора Льва Кекушева[55]
- 28 февраля, Ленинградский проспект — Акция «ВТБ ломает Москву»[56]
- 13 апреля, заседание Клуба Архнадзора, посвященное 40-летию спасения Красных и Белых палат на стрелке Остоженки и Пречистенки[57]
- 21 апреля, Поварская улица — акция, подготовленная совместно с проектом «Москва, которой нет» и приуроченная к Международному дню памятников и исторических мест «Московские истории» Поварская улица[58]
- 20 мая, Волхонка — Международный день музеев, акция «Московские истории»: Волхонка[59]
- 1 сентября, Чертольский переулок — приуроченная к празднованию дня города, экскурсия в Башню Згуры, совместно с Государственным музеем А. С. Пушкина[60]
- сентябрь — октябрь 2012, Москва — акция Московские адреса — герои 1812 года[61]
- 9 ноября, МУАР — заседание клуба Архнадзора к 200-летию смерти М.Казакова[62]
- 29 ноября — 2 декабря, Non/Fiction, ЦДХ — сбор подписей в защиту Дома «старого князя Болконского» на Воздвиженке 9[63]

### 2013 год
- 12 марта, Воздвиженка 9 — пикет против разрушения дома «старого князя Болконского»[64]
- 14 марта, Музей современной истории России — открытие «Школы Архнадзора»[65]
- 18 мая, Ивановская горка — День музеев, экскурсия по Ивановской горке[66]
- 10 июня, Комсомольская площадь — Установка мемориальной доски у Кругового депо[67]
- 12 июня, Воздвиженка — экскурсия по Воздвиженке в День России
- 22 августа «Архнадзор» предложил кандидатам в мэры Москвы подписать Хартию о защите исторического города. Хартия была подписана всеми кандидатами, кроме С. Собянина[68].
- 6 сентября, Центр современного искусства «Винзавод» — открытие выставки «Градостроительная контрреволюция. Москва 2010—2013. Новые утраты»[69]
- 3 октября, Музей архитектуры — открытие выставки «Потерянная магистраль. Российские железные дороги 2003—2013»[70]
- С 3 по 6 октября градозащитники провели в различных регионах страны Всероссийскую акцию «Дни единых действий»[71]

### 2014 год
- 29 января: Вечер, посвященный 110-летию со дня рождения Алексея Душкина[72]
- 27 марта: Сохраним Шуховскую башню на ее историческом месте. Пикет Архнадзора[73]
- 17 мая: Марафон московского краеведа. День первый[74]
- 18 мая: Марафон московского краеведа. День второй. Лихоборы[75]
- 11 июля: Памяти Алексея Лукьянчикова. Фотовыставка в Музее Москвы[76]
- 6 сентября: День города в Высокопетровском монастыре[77]
- День города в Высокопетровском монастыре — вторая часть[78]
- 11 сентября: Митинг Архнадзора на площади Пресненская застава[79]
- 20 октября: Пикет против сноса домов Привалова[80]
- 8 — 9 ноября: Экспедиция в Иванищи Тверской области[81]
- 23 ноября: 580 лет Варварке[82]
- 28 ноября: Пикет против сноса домов Привалова на Садовнической улице[83]

### 2015 год
- 19 января: Пикет против сноса домов Привалова у Министерства культуры РФ[84]
- 23 марта: Одиночный пикет в защиту Блокадной подстанции в Санкт-Петербурге
- 25 февраля: Открытие образовательного проекта Школа наследия[85]
- 16 мая: Экскурсия в усадьбу Разумовского на улице Казакова
- 6 сентября: День города в Высоко-Петровском монастыре[86]
- 9 октября: Пресс-тур в гибнущие палаты князя Пожарского на Б. Лубянке[87]
- 4 ноября: Национальный праздник в доме героя 1612 года Дмитрия Пожарского[88]
- 22 ноября: День рождения Варварки-581[89]

### 2016 год
- 16 апреля: День наследия возле АТС на Покровском б-ре, 5
- 17 апреля: День наследия на Новой Басманной[90]
- 23 мая: Митинг «Это мой город! Защитим старую Москву!»[91]
- 21 июня: Презентация обновленной версии «Красной книги Архнадзора»[92]
- 10 сентября: День города в Высоко-Петровском монастыре со Школой наследия[93]
- 7 ноября: Одиночный эстафетный пикет на площади Варварских ворот против сноса доходных домов на Варварке, 14
- 15 ноября: Встреча депутатов Государственной Думы с москвичами, посвящённая защите последних домов Зарядья[94]
- 17 ноября: Повторная встреча депутатов КПРФ с москвичами на Варварке

### 2017 год
- 19 августа: Активист «Архнадзора» Павел Хоровский начал серию одиночных костюмированных пикетов на Биржевой площади, протестуя против разрушения археологических памятников на подворье Иосифо-Волоколамского монастыря. Инициатива была поддержана другими градозащитниками
- 9 —10 сентября: В дни города Архнадзор провел 11 экскурсий по градозащитной тематике[95]

### 2018 год
- 12—16 февраля: В Центральном доме архитектора проходила выставка «Реновация без сноса», подготовленная Архнадзором при поддержке Союза московских архитекторов[96]. 14 февраля в рамках выставки прошёл круглый стол «Реновация без сноса: как дальше?»[97].
- 21 апреля: День наследия с Архнадзором — 2018[98]
- 19 мая: В Международный день музеев Архнадзор отметил 110-летие вокзала Покровское-Стрешнево и напомнил об усадьбе, по которой он назван.[99]

### 2019 год
- 16 января: Архнадзор, накануне публичных слушаний, провёл пикет офиса Андрея Маталыги — застройщика, планирующего уничтожить дом Булошникова (Большая Никитская, 17)[100]
- 8 февраля: Архнадзор отметил свой юбилей — 10-летие.[101] На несколько дней в фойе Центрального дома архитекторов развернута «Выставка выставок» — избранное интерьерных и уличных экспозиций Архнадзора за 10 лет[102]
- 9 февраля: в рамках юбилейного Фестиваля Архнадзора прошёл круглый стол «Градозащита Москвы: что НЕ удалось изменить за 10 лет»
- 10 февраля: в рамках юбилейного Фестиваля Архнадзора прошёл круглый стол «Градозащита Москвы: что НЕ удалось изменить за 10 лет»
- 23 и 24 февраля: Архнадзор праздновал «День защитника наследия» в Галерее на Солянке. Праздник стал частью Фестиваля Архнадзора, приуроченного к 10-летию движения[103]
- 20 и 21 апреля: Архнадзор и Галерея на Солянке провели марафон краеведов «Диалоги о наследии», приуроченный к Международному дню охраны памятников[104][105]
- 22—24 мая: Архнадзор участвовал во II Всероссийском фестивале «Архитектурное наследие — 2019» в Казани.[106] В Казанском кремле была развернута выставка «Реновация без сноса». В работе круглых столов, проходивших в рамках фестиваля, участвовали координаторы и соучредители Архнадзора[107][108][109]
- 22—23 июля: В поддержку акции вологодских градозащитников, борющихся против бетонирования набережных реки Сухоны в Вологде, координаторы Архнадзора записали видеообращения[110] [111][112]
- 11—18 сентября: В арт-пространстве «Не для всех» на территории Бадаевского завода прошла выставка-дискуссия «Со-творение Москвы, или Семь Бадаевских вечеров», организованная проектом «Другая среда». В работе круглых столов принимали участие координаторы Архнадзора[113][114]

### 2020 год
- 25 мая: Архнадзор вместе с Всероссийским координационным советом градозащитных организаций провел «День единых действий»[115]
- 17 сентября: Выставка «Красная книга Архнадзора: избранное» открылась в Музее связи в Петербурге в рамках фестиваля «Архитектурное наследие»[115]
- 18 сентября: в рамках фестиваля «АрхНаследие» в Петербурге Рустам Рахматуллин провел круглый стол «Москва: градозащита и архитектурная критика»[116][115]
- 18 октября: стартовала акция «Воскресные хохловские стояния»[115]

## Летопись Архнадзора
2009 год, 2010 год, 2011 год, 2012 год, 2013 год, 2014 год, 2015 год, 2016 год, 2017 год, 2018 год, 2019 год, 2020 год, 2021, 2022, 2023

## Ключевые фигуры
- Юрий Егоров[117] (до мая 2023 года)
- Сергей Клычков[118]
- Мария Коробова[119]
- Константин Михайлов
- Юлия Мезенцева[120] (до марта 2022 года)
- Пётр Мирошник[121]
- Александр Можаев[122] (до марта 2022 года)
- Андрей Новичков (до июня 2023 года)
- Рустам Рахматуллин
- Наталия Румянцева
- Александр Фролов[123] (до марта 2022 года)
- Марина Хрусталёва  (до марта 2022 года)
- Константин Чаморовский[124]
- Наталья Черняева[125]
- Игорь Шихов
- Никита Иноземцев (до июня 2023 года)

## Награды
2009 — Приз симпатий российской прессы (СИМПРЕ-2009): За инициативы и проекты по сохранению культурно - исторических памятников и ландшафтов российских городов.
2011 — Премия имени Алексея Ильича Комеча: За общественно значимую гражданскую позицию в деле защиты и сохранения культурного наследия России.
2018 — Диплом Первого всероссийского фестиваля «Архитектурное наследие»: За выставку «Реновация без сноса».

## Цитаты

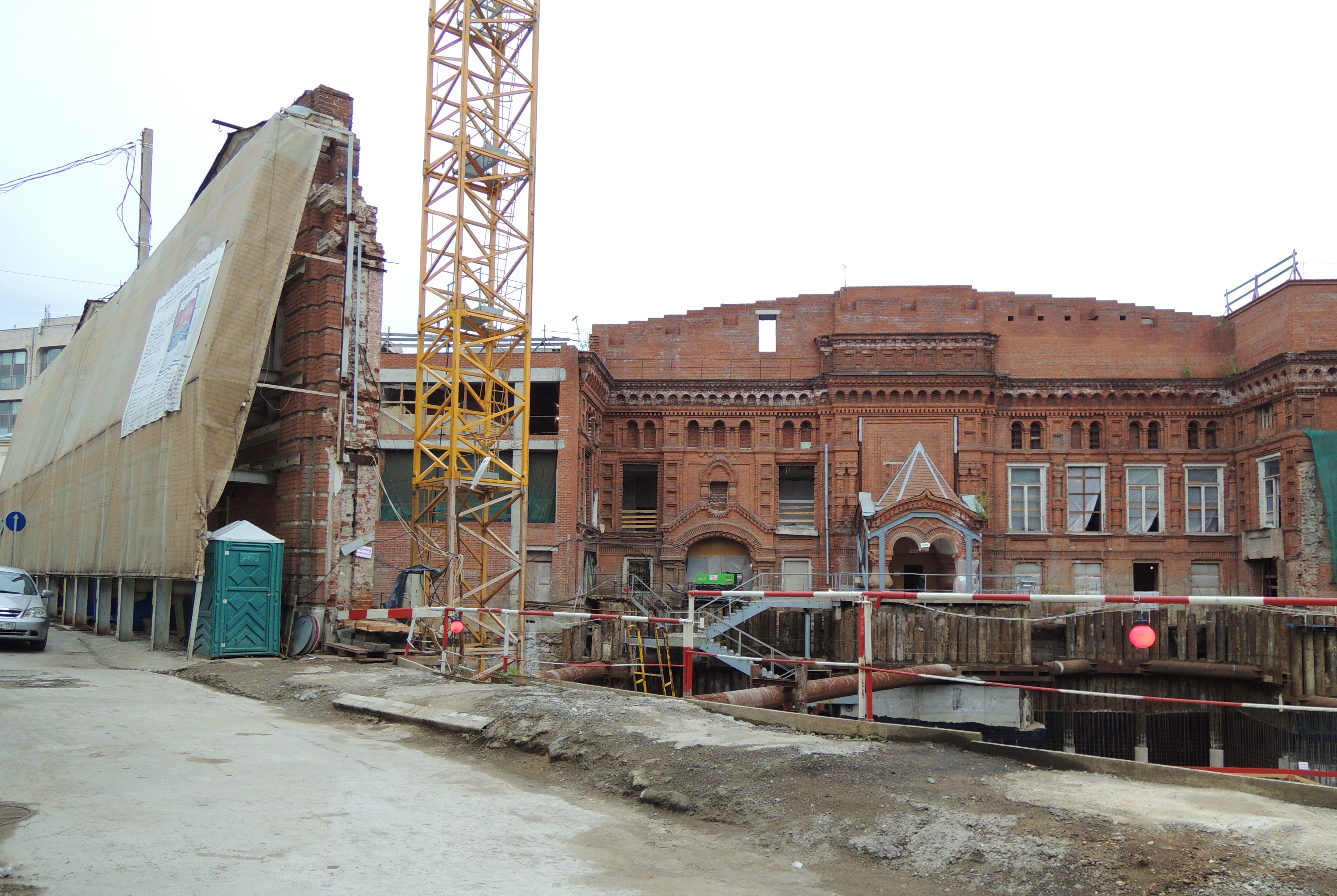
Геликон-Опера на Б. Никитской улице — утраченная в процессе «реконструкции» усадьба Глебовых-Стрешневых

Российский писатель, эссеист, москвовед, культуролог, координатор «Архнадзора» Рустам Рахматуллин, 2009:
— Как довести до сознания людей, что надо беречь свою историю, охранять свои памятники?

— Я давно перестал объяснять, почему надо охранять памятники. Отвлеченные разговоры создают словесную ширму для вандализма, отбрасывают в XIX век, когда такие обсуждения только начинались. Прогресс заключается в том, что в XIX веке сложилось понятие «памятник искусства и старины» — этим мы обязаны эпохе романтизма; в XX веке сложилось охранное законодательство — причём сложилось в ситуации катастрофической, ценой свободы, а то и жизни многих людей, защищавших наследие; в XXI веке осталось исполнять закон. В этом и есть прогресс, а не в самоволии застройщиков и архитекторов. Самоограничение — вот прогресс, будь то исторический город, будь то душа человека. Все, кто мог нас понять, давно поняли. Кто не понял, уже не поймёт. Есть списки памятников, созданные специально обученными людьми. И есть законы. Всё остальное — от лукавого.
Архитектор, историк архитектуры и градостроительства; специалист по охране культурного наследия, теории консервации, куратор архитектурных выставок, профессор Московского архитектурного института и Московского государственного университета геодезии и картографии Наталья Душкина, 2012:
Охраной наследия занимались именно светочи, люди духа. Все международные организации основали аристократы крови, чувствовавшие ответственность перед обществом, у нас — Барановский, Лихачёв: аристократы духа. Таких людей очень мало осталось, везде. Миссия по сбережению ценностей предков и передаче их потомкам превратилась в менеджмент объектов наследия.

Журналист, активист общественного движения «Архнадзор» Андрей Новичков, 2014:
— Часто застройщики рассчитывают на то, что они заплатят штраф и на этом дело закроется.  Заключаются большие инвестиционные контракты, поэтому штраф в 100 тыс. и даже 1 млн руб. для строительного бизнеса — это ничто. Логика такая: сейчас мы незаконно снесем постройку, заплатим штраф, а потом построим много квадратных метров и все окупим.